# Zabytki w Strzegomiu

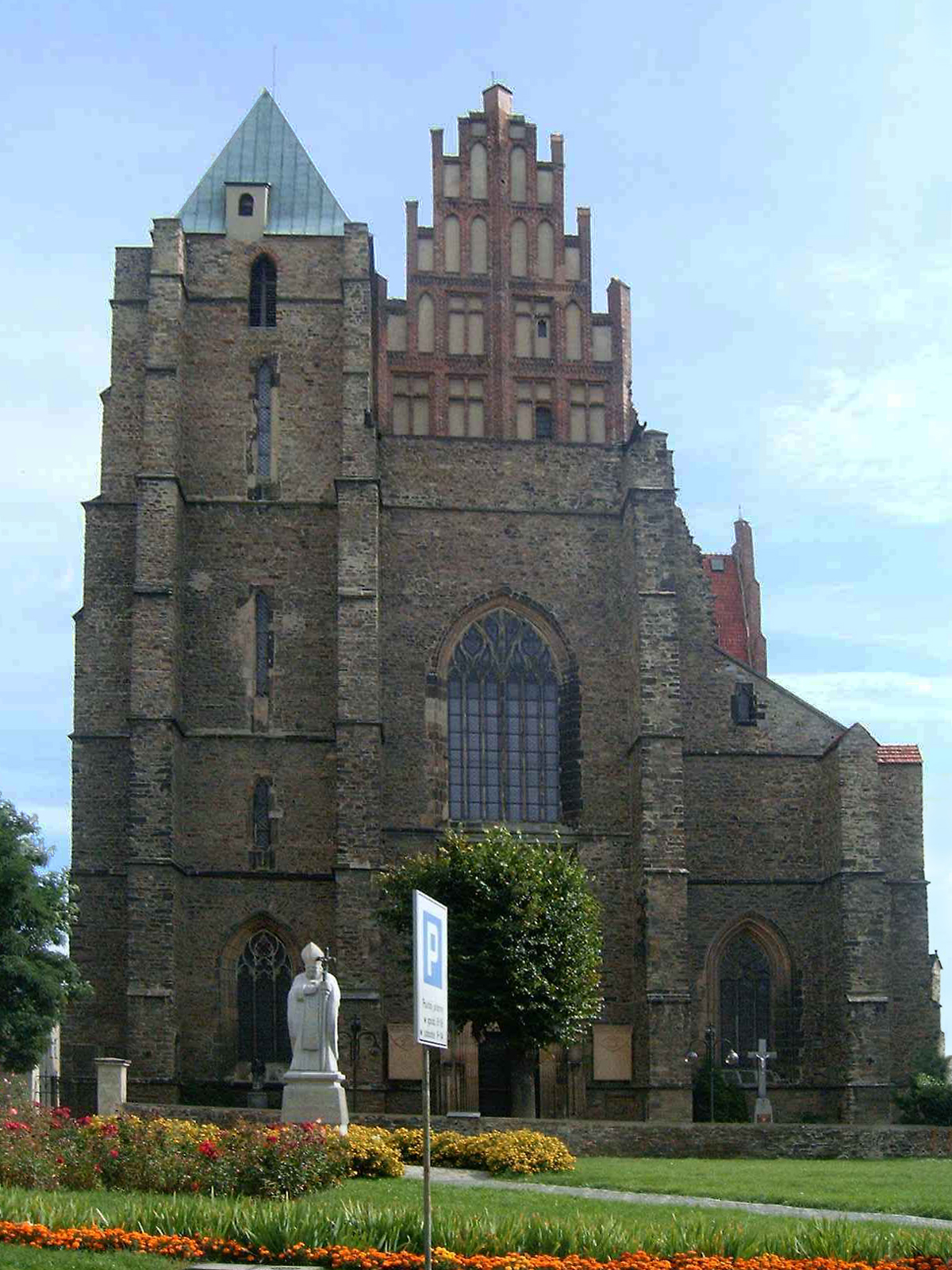
Bazylika Świętych Apostołów Piotra i Pawła w Strzegomiu

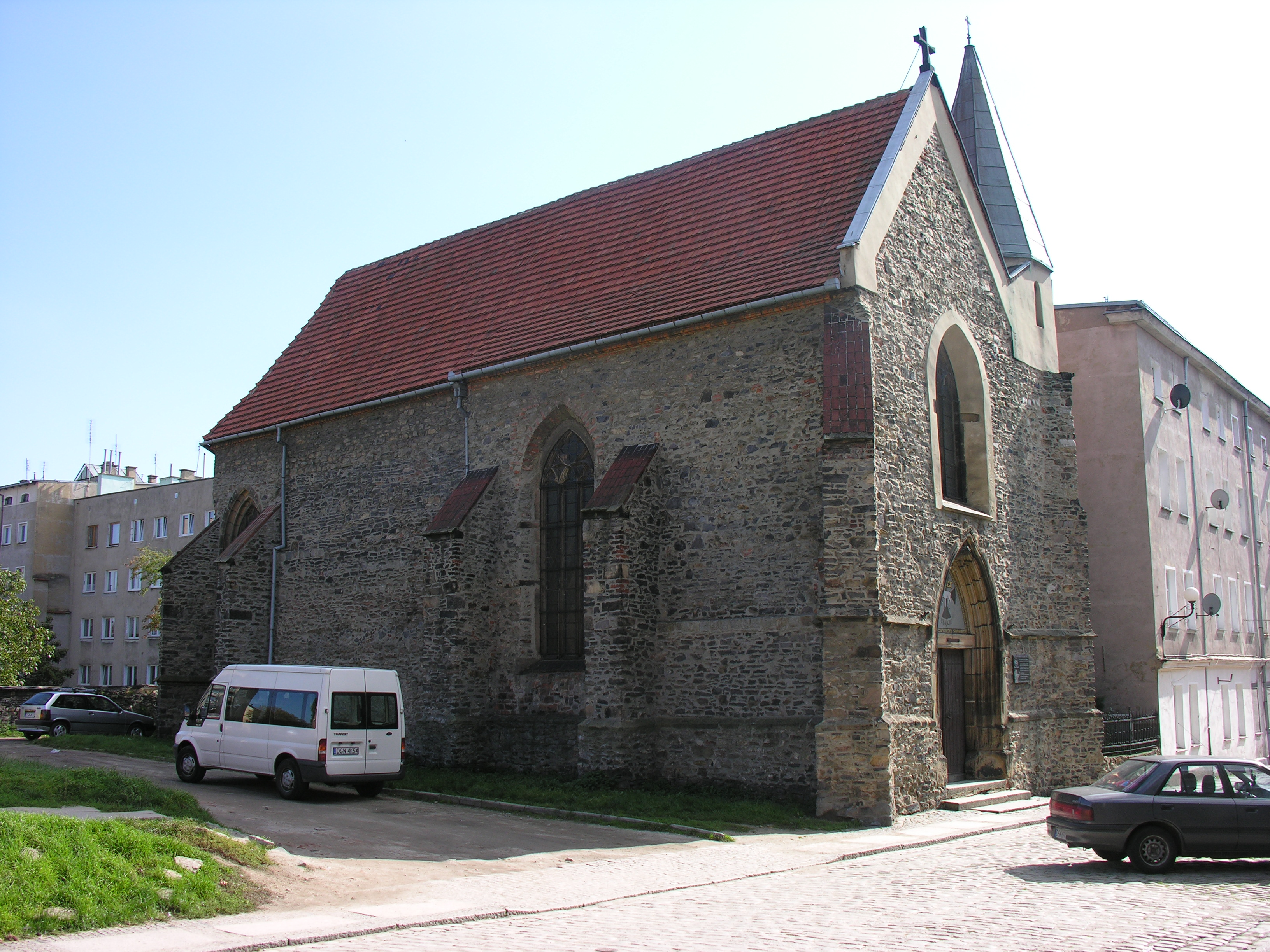
Kościół św. Barbary

Zabytki zlokalizowane w mieście Strzegom

## Kościół parafialny pw. św. św. Piotra i Pawła
Jest to jedna z największych i najbardziej spektakularnych budowli Dolnego Śląska. Jej budowę rozpoczęto w 1311 roku i trwała ona aż do połowy XV wieku. Kościół ustawiony jest na planie krzyża, a zbudowany jest z granitowego i bazaltowego kamienia łamanego oraz z cegły i piaskowca. Olbrzymia nawa środkowa której długość wynosi 76 m dominuje w bryle kościoła. Wewnątrz kościoła godne uwagi są późnogotycka chrzcielnica z XVI wieku, ambona renesansowa z 1592 roku, ołtarz św.Anny w stylu barokowym wykonany z drewna w latach 1720–1725, ołtarz św Krzyża z 1740 roku, ołtarz szkaplerzny z 1725 roku, sakramentarium w stylu gotyku z początku XV wieku, płyty nagrobne z XVI i XVII wieku. Na dzwonnicy kościelnej znajduje się najstarszy, stale pracujący dzwon kościelny pochodzący z 1318 roku. Został on ufundowany przez ojca Przedbora z Widawy pod Wrocławiem.

## Kościół św. Barbary
Pochodzi z XIV wieku i początkowo pełnił funkcję synagogi żydowskiej. Jest to niewielki kościół jednonawowy. Wewnątrz warte uwagi są chrzcielnica z 1500 roku, sakramentarium z piaskowca z XIV wieku, oraz portal zachodni w stylu gotyckim z XIV wieku.

## Kościół i klasztor pokarmelitański
Wybudowany w 1430 roku, następnie w 1729 przebudowany i rozbudowany przez karmelitów. W 1819 kolejny raz przebudowany tym razem przez ewangelików. W 1997 roku biskup legnicki Tadeusz Rybak powtórnie konsekrował oddany do użytku po remoncie kościół pw Najświętszego Zbawiciela Świata i Matki Boskiej Szkaplerznej.

## Kaplica św. Antoniego
Powstała w XV wieku jako basteja obronna przy Bramie Nowej i służyła zarówno do celów sakralnych jak i obronnych. Wewnątrz ciekawe zworniki sklepienne z XVI wieku, ołtarz główny z XVIII wieku oraz portal do zakrystii w stylu późnego gotyku z XVI wieku.

## Kaplica św. Jadwigi
Wybudowana została ona w II połowie XIII wieku a wyświęcona została w 1268 roku. W 1372 roku pierwsza wzmianka o kaplicy jako kaplicy przyszpitalnej pw. Św.Jadwigi. Rok 1460 przyniósł przebudowę której kaplica zawdzięcza swój dzisiejszy wygląd. W 1819 roku zmieniono funkcję kaplicy zmieniając ją w kaplicę pogrzebową. Procedura ta miała swoją przyczynę w tym iż obok urządzono nowy cmentarz miejski. Budynek jednonawowy,dwuprzęsłowy. Sakramentarium, zworniki, oraz wsporniki sklepienia pochodzą z drugiej połowy XV wieku.

## Wieża targowa
Jest to jedyna pozostałość dawnego ratusza z XIV wieku. Jest też jedynym zachowanym elementem średniowiecznej zabudowy rynku. Zwieńczona szklanym hełmem w kształcie ostrosłupa oraz renesansową balustradą. Wieża ma wewnątrz zainstalowany dzwon z 1365 roku. Wysokość wieży to 26,2 m.

## Mury obronne
Obwarowania miejskie zostały wybudowane w latach 1291–1299 z rozkazu księcia Bolka I. Do dzisiaj zachowały się niewielkie fragmenty w południowej części Starego Miasta nieopodal wiaduktu kolejowego. Najlepiej zachowanym fragmentem jest element z Basztą Dziobową w Parku Miejskim.

## Łaźnie miejskie
Wybudowane i udostępnione 5 grudnia 1905 roku. Użytkowało go Patriotyczne Towarzystwo Kobiet. Ówczesne łaźnie miały na swoim wyposażeniu natryski, wanny, saunę. 

## Dom Ludowy
Połączony z łaźnią miejską, mieściła się w nim Biblioteka Ludowa, czytelnia, szkoła gospodarstwa wiejskiego oraz kuchnia dla biednych.